# Les Herbiers
Les Herbiers – miejscowość i gmina we Francji, w regionie Kraj Loary, w departamencie Wandea.
Według danych na rok 1990 gminę zamieszkiwały 13 413 osoby, a gęstość zaludnienia wynosiła 151 osób/km² (wśród 1504 gmin Kraju Loary Les Herbiers plasuje się na 24. miejscu pod względem liczby ludności, natomiast pod względem powierzchni na miejscu 7.).
W Les Herbiers urodził się biskup Taiohae o Tefenuaenata Guy Chevalier SSCC.